# 惠萍镇
惠萍镇地处长江三角洲，隶属于江苏省启东市，是崇启大桥启东市登陆点。因纪念1947年牺牲的革命烈士朱惠萍而得名。惠萍镇位于东经121 °45’，北纬31° 40’，地处市境东南部，南濒长江，距城区汇龙镇约10公里。现辖1个居委会和20个行政村。三条港、五效河、南引河、中央河、白港、丁仓港等河穿境。 总面积为107.85平方公里，拥有17.5公里长江岸线，总人口9.25万人。

## 历史沿革
1957年建惠萍乡，1958年改公社，1983年改乡，1992年设镇。1996年，面积47.6平方千米，人口4.6万人，辖郁北、永胜、河湾、鸿北、农民、郁东、东兴镇、郁南、鸿东、海鸿、南进、鸿西、友北、益成、五效闸、友西、拥政、拥军、迪民、红庙、常乐、新昌、同北、同南、长兴25个行政村。2008年，撤销大兴镇、惠萍镇，合并设立新的惠萍镇，镇政府驻惠萍集镇。

## 政府机关
惠萍派出所建所于1983年3月，连续三年被公安部评为一级派出所，2011年荣获集体二等功，位于启东市惠萍镇兴惠街95号，336省道路南，联系电话0513-83799300。惠萍派出所在新浪微博注册有有认证账号，截止2014年4月25日，共有2208位粉丝关注了该微博。

## 行政区划
惠萍镇最新的行政区划如下表所示：
| 序号 | 名称         |
| ---- | ------------ |
| 1    | 大兴镇居委会 |
| 2    | 永胜村       |
| 3    | 河湾村       |
| 4    | 东兴镇村     |
| 5    | 鸿东村       |
| 6    | 海鸿村       |
| 7    | 鸿西村       |
| 8    | 益成村       |
| 9    | 拥政村       |
| 10   | 常乐村       |
| 11   | 长兴村       |
| 12   | 惠安村       |
| 13   | 士连村       |
| 14   | 大兴镇村     |
| 15   | 果园村       |
| 16   | 南清河村     |
| 17   | 白港村       |
| 18   | 临河村       |
| 19   | 惠和镇村     |
| 20   | 庙港村（新） |
| 21   | 公和村（新） |